# 大索爾達茨科耶區

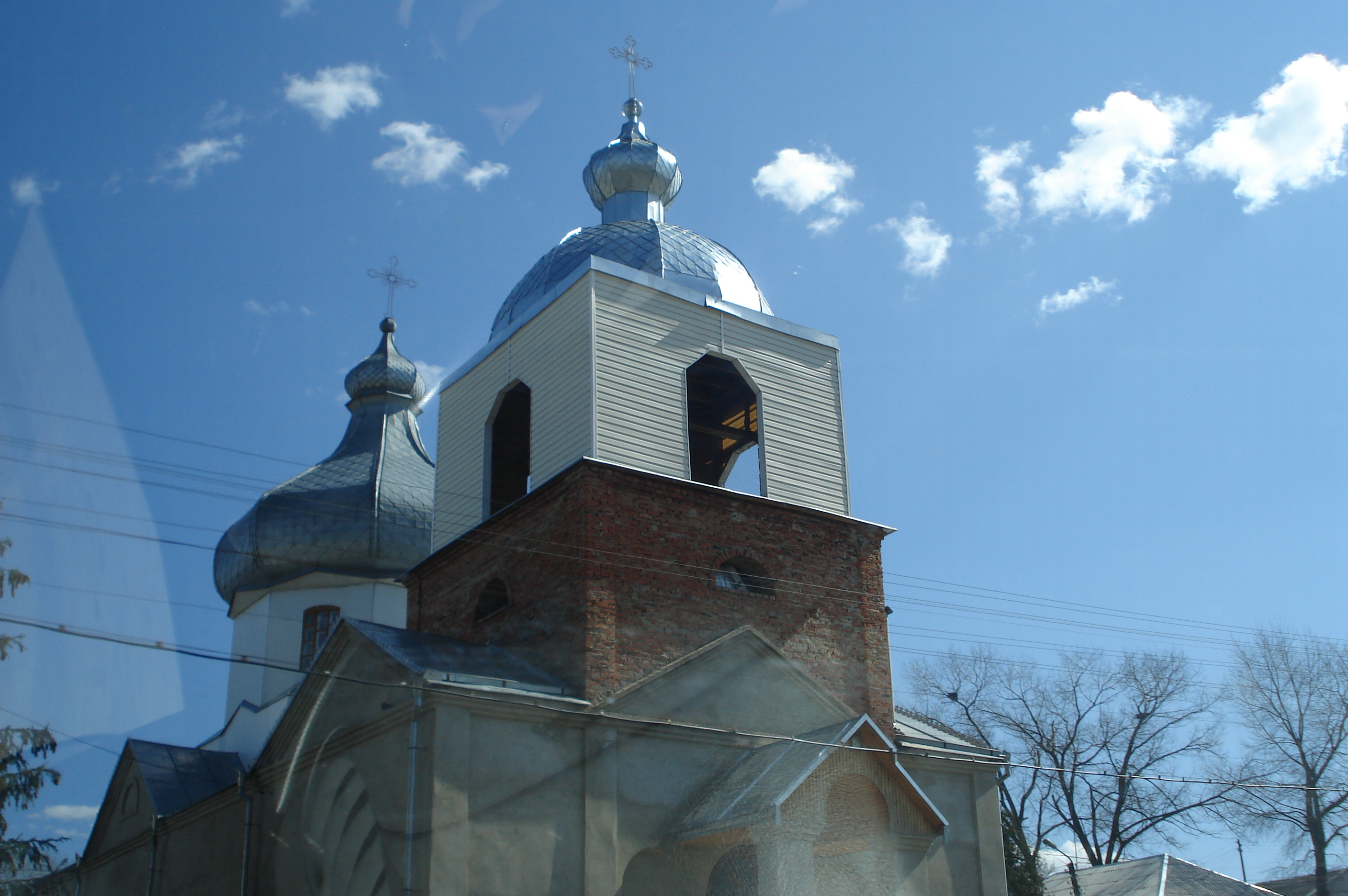

51°21′00″N 35°30′37″E / 51.35000°N 35.51028°E
大索爾達茨科耶區（俄语：Большесолдатский район）是俄羅斯西部庫爾斯克州的一個區，面積800平方公里，2010年人口12,678人，人口密度每平方公里15.85人。